# 雷吉·埃文斯
雷金纳德·贾马尔·埃文斯（英語：Reginald Jamaal Evans，1980年5月18日—），美国NBA联盟前职业篮球运动员 , 擅長搶籃板。